# Emanuel Rivas
Emanuel Benito Rivas (Quilmes, 17 marzo 1983) è un ex calciatore argentino con passaporto italiano, di ruolo centrocampista.

## Caratteristiche tecniche
Viene solitamente schierato come esterno di fascia sinistra, ma si adatta anche sulla destra. È molto veloce ed è in possesso di buona tecnica, salta spesso l'uomo nell'uno contro uno grazie a un buon dribbling.

## Carriera
Rivas inizia la sua carriera nel 2001 con l'Independiente. La sua avventura dura 3 stagioni che si rivelano positive pur non essendo considerato titolare inamovibile. Nel 2004 passa all'Arsenal de Sarandí. In questa stagione racimola 17 presenze confermando a sprazzi il suo valore. Nel 2005 viene acquistato dal Vitória Guimarães, qui però non riesce a guadagnarsi la maglia da titolare. Nel 2006 passa all'Iraklis in prestito con diritto di riscatto. La stagione è molto positiva tuttavia l'Iraklis decide di non riscattarlo. Nel 2007 viene allora acquistato dal Talleres col quale gioca mezza stagione su buoni livelli.
Il 6 gennaio 2008 viene acquistato in prestito con diritto di riscatto della comproprietà dall'Arezzo.. L'esperienza toscana di Rivas è ottima con 12 presenze e 2 gol ma a fine stagione l'Arezzo non lo ha riscattato per il prezzo troppo alto. A questo punto si inserisce il Bari che lo acquista a titolo definitivo nel luglio 2008. Il 7 luglio 2008 viene presentato ufficialmente. Debutta con la maglia dei Galletti il 16 agosto 2008 in Coppa Italia, nella partita Bari-Bassano Virtus 2-0.
Debutta nel campionato di Serie B il 1º settembre 2008 in Bari-Triestina 1-1 e segna il suo primo gol il 3 ottobre 2008 in Bari-Mantova 1-0. Esordisce in Serie A subentrando a Ferdinando Sforzini nella partita Inter-Bari, terminata 1-1, in cui l'argentino colpisce una traversa all'ultimo minuto di gioco. Il 20 settembre 2009 segna il suo primo gol in Serie A in Bari-Atalanta conclusa sul 4-1 per i galletti. Si ripeterà nella partita persa per 3-2 contro il Siena segnando il gol del momentaneo 0-1 per la formazione biancorossa e nell'ultima giornata di campionato contro la Fiorentina segnando il gol del 2-0.
Viene riconfermato in Serie A nella stagione 2010-2011 e l'anno dopo in Serie B nella stagione 2011-2012. Il 29 gennaio 2012 passa a titolo definitivo al Varese. L'11 febbraio 2012 realizza la sua prima rete con la maglia biancorossa decidendo la sfida casalinga con il Gubbio, terminata 1-0. Durante la finale di andata dei play-off contro la Sampdoria, terminata 3-2 in favore dei blucerchiati, segna il goal del momentaneo 1-1. Il 3 luglio 2012 passa a titolo definitivo con un contratto biennale all'Hellas Verona, sempre in Serie B. Il 1º agosto 2013 passa a titolo definitivo allo Spezia in Serie B.
Il 1º settembre 2014 fa ritorno al Varese a titolo definitivo. Durante la sua seconda esperienza in maglia biancorossa colleziona 9 presenze nel campionato cadetto e 1 in Coppa Italia, prima di passare al Livorno nel febbraio 2015.
Con i toscani colleziona 2 presenze in Serie B. Al termine della stagione si ritira dal calcio giocato.

## Statistiche

### Presenze e reti nei club
| Stagione              | Squadra              | Campionato           | Campionato | Campionato | Coppe nazionali | Coppe nazionali | Coppe nazionali | Coppe continentali | Coppe continentali | Coppe continentali | Altre coppe | Altre coppe | Altre coppe | Totale | Totale |
| Stagione              | Squadra              | Comp                 | Pres       | Reti       | Comp            | Pres            | Reti            | Comp               | Pres               | Reti               | Comp        | Pres        | Reti        | Pres   | Reti   |
| --------------------- | -------------------- | -------------------- | ---------- | ---------- | --------------- | --------------- | --------------- | ------------------ | ------------------ | ------------------ | ----------- | ----------- | ----------- | ------ | ------ |
| 2000-2001             | Independiente        | PD                   | 2          | 1          | -               | -               | -               | -                  | -                  | -                  | -           | -           | -           | 1      | 0      |
| 2001-2002             | Independiente        | PD                   | 6          | 1          | -               | -               | -               | -                  | -                  | -                  | -           | -           | -           | 1      | 0      |
| 2002-2003             | Independiente        | PD                   | 28         | 2          | -               | -               | -               | -                  | -                  | -                  | -           | -           | -           | 1      | 0      |
| 2003-2004             | Independiente        | PD                   | 11         | 1          | -               | -               | -               | -                  | -                  | -                  | -           | -           | -           | 1      | 0      |
| Totale Independiente  | Totale Independiente | Totale Independiente | 47         | 5          |                 |                 |                 |                    |                    |                    |             |             |             | 47     | 5      |
| 2004-2005             | Arsenal Sarandí      | PD                   | 17         | 0          | -               | -               | -               | -                  | -                  | -                  | -           | -           | -           | 1      | 0      |
| 2005-2006             | Vitória              | LH                   | 5          | 0          | -               | -               | -               | -                  | -                  | -                  | -           | -           | -           | 8      | 0      |
| 2006-2007             | Iraklis              | SL                   | 23         | 2          | -               | -               | -               | -                  | -                  | -                  | -           | -           | -           | 2      | 0      |
| 2006-2007             | Talleres             | PB                   | 11         | 0          | -               | -               | -               | -                  | -                  | -                  | -           | -           | -           | 2      | 0      |
| 2007-2008             | Arezzo               | C1                   | 12         | 2          | CI-C            | ?               | ?               | -                  | -                  | -                  | -           | -           | -           | ?      | ?      |
| 2008-2009             | Bari                 | B                    | 22         | 1          | CI              | 2               | 0               | -                  | -                  | -                  | -           | -           | -           | 24     | 1      |
| 2009-2010             | Bari                 | A                    | 20         | 3          | CI              | 0               | 0               | -                  | -                  | -                  | -           | -           | -           | 20     | 3      |
| 2010-2011             | Bari                 | A                    | 22         | 1          | CI              | 2               | 1               | -                  | -                  | -                  | -           | -           | -           | 23     | 2      |
| 2011-gen. 2012        | Bari                 | B                    | 12         | 1          | CI              | 2               | 0               | -                  | -                  | -                  | -           | -           | -           | 14     | 1      |
| Totale Bari           | Totale Bari          | Totale Bari          | 76         | 6          |                 | 6               | 1               |                    |                    |                    |             |             |             | 82     | 7      |
| gen.-giu. 2012        | Varese               | B                    | 11+4       | 1+1        | -               | -               | -               | -                  | -                  | -                  | -           | -           | -           | 15     | 2      |
| 2012-2013             | H.Verona             | B                    | 25         | 2          | CI              | 3               | 1               | -                  | -                  | -                  | -           | -           | -           | 28     | 3      |
| 2013-2014             | Spezia               | B                    | 16         | 0          | CI              | 4               | 1               | -                  | -                  | -                  | -           | -           | -           | 20     | 1      |
| 2014-feb. 2015        | Varese               | B                    | 9          | 0          | CI              | 1               | 0               | -                  | -                  | -                  | -           | -           | -           | 10     | 0      |
| Totale Varese         | Totale Varese        | Totale Varese        | 20+4       | 1+1        |                 | 1               | 0               |                    |                    |                    |             |             |             | 25     | 2      |
| feb. 2015 - giu. 2015 | Livorno              | B                    | 2          | 0          | -               | -               | -               | -                  | -                  | -                  | -           | -           | -           | 2      | 0      |
| Totale                | Totale               | Totale               | 252+4      | 19+1       |                 | 14              | 3               |                    |                    |                    |             |             |             | 270+   | 22+    |

## Palmarès

### Club
- Campionato argentino: 1

Independiente: Apertura 2002
- Campionato italiano di Serie B: 1

Bari: 2008-2009